# Vanni De Luca
Vanni De Luca (Milano, 8 marzo 1988) è un attore e scrittore italiano, nonché uno tra i pochi mnemonisti al mondo.
È nato a Milano, per poi trasferirsi in tenera età in provincia di Pavia.

## Biografia
Formatosi tra le mura del CLAM (Club Lombardo d'Arte Magica), sotto la guida di Vanni Bossi e il comico e illusionista Raul Cremona, nel 2011 Vanni De Luca si trasferisce a Torino, dove frequenta il Circolo Amici Della Magia e il Teatro della Caduta, luogo che ospita le sue prime esibizioni, ogni martedì del mese, all'interno del Varietà della Caduta.
Al Circolo Amici Della Magia conosce il trasformista Arturo Brachetti, l'illusionista Luca Bono, e lo scrittore Mariano Tomatis.
L'incontro con quest'ultimo si rivelerà fondamentale per la sua formazione e per il suo passaggio da illusionista a mnemonista. Nel 2013 Tomatis pubblica Te lo leggo nella mente, un testo che ha l'intento di avvicinare il grande pubblico al mentalismo, grazie ad aneddoti, giochi e storie di performers straordinari; tra queste, Vanni De Luca scopre la storia di Harry Kahne, fenomeno dei Vaudevilles.
Presentato al pubblico come "Il Mentalista Sensazionale", Kahne divenne famoso per la sua abilità nel multitasking: era infatti in grado di "scrivere cinque parole contemporaneamente su altrettante lavagne, tenendo i gessetti con le mani, i piedi e la bocca". A seguito di questa scoperta, Vanni De Luca sviluppa una personalissima versione del numero di Harry Kahne, chiamata "Le meraviglie multiple". In questa performance, risolve contemporaneamente un cubo di Rubik e dei calcoli su di una lavagna, mentre recita a memoria un passaggio della Divina Commedia scelto liberamente dal pubblico.
Nel mese di agosto 2015 Vanni De Luca è tra gli artisti accreditati al Ferrara Buskers Festival, festival internazionale delle arti e della musica. Qui conclude la sua partecipazione come artista più votato durante il festival.
Ulteriori riconoscimenti gli sono conferiti durante la partecipazione al Campionato Italiano di Mentalismo (novembre 2015), il Campionato Italiano di Magia (maggio 2016), e il Campionato Mondiale di Street Magic (agosto 2016), classificandosi primo in tutte le competizioni.
In occasione dello spettacolo Brachetti che sorpresa!, conosce l'attore e regista Davide Calabrese, regista dello spettacolo, e l'attore Fabio Vagnarelli, entrambi membri del gruppo musicale Oblivion. Il sodalizio porta alla scrittura dello spettacolo teatrale Prodigi, diretto da Calabrese stesso. Lo spettacolo debutta il 30 gennaio 2017 al Teatro Manzoni di Milano. L'attività teatrale prosegue con gli spettacoli Valzer per un mentalista (2019) e L'arte della memoria nella Divina Commedia (2021).
Nel novembre del 2017, contemporaneamente all'inizio della tournée teatrale di Prodigi, esce nelle librerie il suo libro Una mente prodigiosa, edito da Vallardi Editore.
Dal 2018 l'attività teatrale si accosta a quella di divulgazione della storia dell'arte della memoria e delle tecniche di memorizzazione rapida, grazie alle collaborazioni con Focus, TEDx, CICAP e MENSA Italia.
Nel 2020 collabora con l'università SISSA (Scuola Internazionale Superiore di Studi Avanzati) in un esperimento che ha come obiettivo la valutazione dell'efficienza delle strategie mnemoniche, mostrando come l'applicazione di tali metodi da parte dei soggetti addestrati migliori le prestazioni della loro memoria di lavoro.
Nel mese di agosto 2022 debutta al Fringe Festival di Edimburgo, il festival delle arti più grande al mondo, con lo spettacolo Prodigies, traduzione e riadattamento di Prodigi.

## Teatro

### Prodigi
Prodigi è uno spettacolo teatrale che rievoca un’epoca dove i fenomeni umani suscitavano grande attenzione e clamore. In una ambientazione a metà tra uno studio medico e un salotto ottocentesco, Vanni De Luca racconta vita morte e prodigi dei suoi maestri e predecessori, come Datas (pseudonimo di William James Maurice Bottle) e George Koltanowski, dimostrando di ricordare centinaia di pagine di una rivista scientifica, scrivere e parlare al contrario, e risolvere il cubo di Rubik mentre declama a memoria Canti della Divina Commedia scelti dal pubblico.
Testo di Davide Calabrese, Vanni De Luca, Fabio Vagnarelli. Regia di Davide Calabrese. Musiche di Fabio Valdemarin. Produzione SUOMI Production.

### Valzer per un mentalista
Lo spettacolo è ambientato a Trieste, nel 1919. Un giovane completamente privo di memoria viene rinchiuso nel frenocomio cittadino. Lì Nemo (Vanni De Luca) - questo il nome che viene assegnato al misterioso uomo senza passato - incontra la dottoressa Martha Bernard (Romina Colbasso), che sperimenta con lui l’innovativa tecnica della psicanalisi, e un altro strano paziente con cui condivide la stanza di degenza: Edi (Andrea Germani).
Testo di Davide Calabrese e Fabio Vagnarelli. Regia di Marco Lorenzi. Produzione Teatro Stabile "Il Rossetti" di Trieste.

## Conferenze spettacolo

### Trova il tuo metodo
Talk di edu-tainment tenuto per la prima volta nel 2017 in occasione del TEDx di Genova, che attraverso le storie di uomini e donne straordinari, trasferisce al pubblico l'importanza del pensiero analitico al fine di trasformare un problema in un'opportunità di miglioramento personale.

### L'arte della memoria nella Divina Commedia
Il 4 settembre 2021 Vanni De Luca partecipa al CICAP Fest di Padova con una conferenza spettacolo ispirata al testo Dante, o della memoria appassionata dell'accademica italiana Lina Bolzoni, che mostra come Dante Alighieri abbia basato l'impalcatura dei luoghi oltremondani della Commedia su antichi precetti mnemonici già usati da oratori e predicatori (tecnica dei loci e imagines agentes) al fine di accrescere la memorabilità del Poema.

### The art of memory: a scientific approach to learning and problem solving
Il 2 maggio 2023 Vanni De Luca è invitato dall'università di Oxford a tenere una conferenza spettacolo sulle tecniche di memoria e il loro approccio problem solving in presenza del team di ricerca del Centre for Eudaimonia and Human Flourishing, guidato dall'illustre esperto di scienze cognitive Morten Kringelbach, professore di neuroscienze presso l'università di Oxford stessa.

## Opere

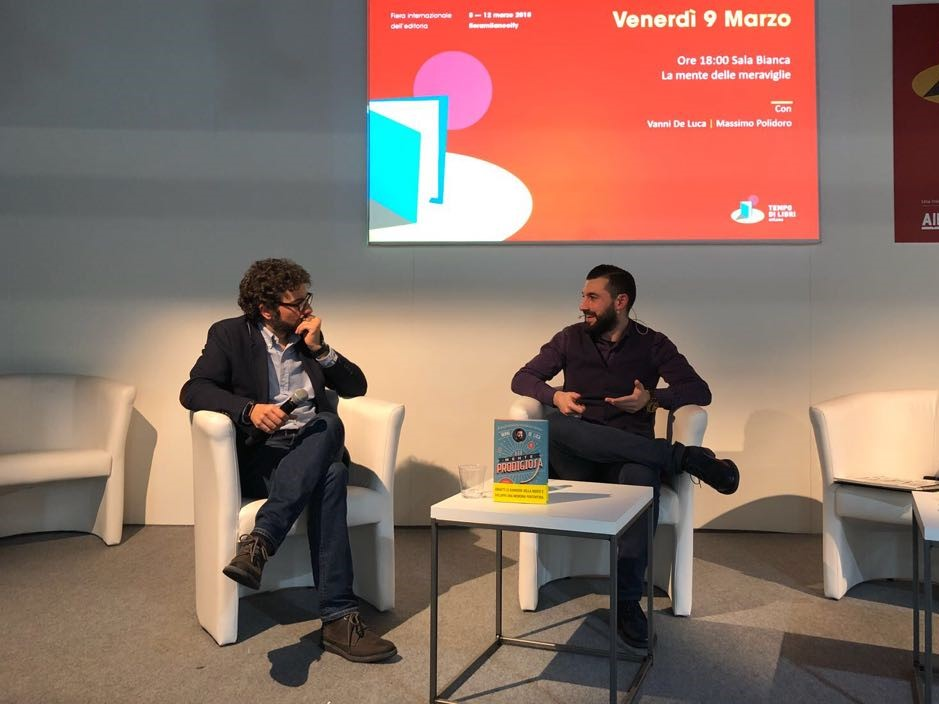
Presentazione del libro Una mente prodigiosa. Nella foto: Massimo Polidoro (a sinistra) e Vanni De Luca (a destra).

### Libri
- Una mente prodigiosa, Vallardi Editore, 9 novembre 2017 ISBN 8869875296
- Con Raul Cremona, Diventa un mago!, Salani Editore, 15 novembre 2022 ISBN 8831011642

### Pubblicazioni scientifiche
- Serena Di Santo, Vanni De Luca, Alessio Isaja, Sara Andreetta, Working Memory Training: Assessing the Efficiency of Mnemonic Strategies, su Entropy, 20 maggio 2020

## Nella cultura di massa
Vanni De Luca è apparso in numerosi programmi televisivi tra cui Domenica In, Unomattina, Tú si que vales, e la sua voce è stata trasmessa dai microfoni dalle principali emittenti radio nazionali, incluse Radio Deejay, Radio 105, Rai Radio 2, R101.
I suoi spettacoli e le sue performances sono stati recensiti su Corriere della Sera, ANSA, La Repubblica e La Stampa.

## Premi
Oro al Campionato Italiano di Mentalismo (Borgaro Torinese, novembre 2015)
 Oro al Campionato Italiano di Magia (Saint-Vincent, maggio 2016)
 Oro al Campionato Mondiale di Street Magic (Courmayeur, agosto 2016)